# Panathenaeïsche weg
De Panathenaeïsche weg of Dromos (lett. ‘Baan’) was de belangrijkste weg in het oude Athene. De weg liep over ruim een kilometer omhoog vanaf de Dipylonpoort naar de Akropolis. Halverwege liep de weg diagonaal over de Agora.
Over deze weg ging de processie tijdens het festival van de Panathenaeën. Ook werd de weg gebruikt voor paardenraces tijdens dit festival, en waarschijnlijk ook voor hardloopwedstrijden voordat er een apart stadion beschikbaar was. Houten tribunes werden langs de weg opgesteld.
De weg is niet bestraat, behalve aan de zuidkant waar hij sterk begint te stijgen naar de Akropolis. Daar werd hij in de Romeinse tijd met grote vierkante stenen verhard. Elders was de weg met kiezellagen verhard. Aan het noordelijke einde zijn bij opgravingen zo’n 66 lagen op elkaar teruggevonden daterend van de 6e eeuw v.Chr. tot de 6e eeuw n.Chr.
In de Hellenistische en Romeinse tijd werden open goten langs de weg aangelegd. Ze hadden op regelmatige afstanden waterbassins die het sediment opvingen en konden dienen als drinkplaats voor dieren. Delen hiervan zijn opgegraven.
Langs de weg stonden standbeelden van beroemde vrouwen en mannen. Tussen de Dipylonpoort en de Agora lag de tempel van Demeter, Kore en Iakchos. Tevens was de Panathenaeïsche weg de belangrijkste winkelstraat van het oude Athene.